# بولیوار (آلاباما)
بولیوار (به انگلیسی: Bolivar) یک منطقهٔ مسکونی در ایالات متحده آمریکا است که در شهرستان جکسون، آلاباما واقع شده‌است. بولیوار ۱۸۹٫۸۹ متر بالاتر از سطح دریا قرار دارد.